# Francqui-Preis
Der Francqui-Preis ist der wichtigste Wissenschaftspreis Belgiens. Der Preis ist benannt nach Lucien Emile Francqui, einem belgischen Geschäftsmann. Er ist (Stand 2025) mit 250.000 € dotiert und wird im Drei-Jahres-Rhythmus in folgenden Bereichen verliehen: Naturwissenschaften, Sozialwissenschaften, und Biologie oder Medizin.

## Preisträger
- 1933 Henri Pirenne
- 1934 Georges Lemaître
- 1936 Franz Cumont
- 1938 Jacques Errera
- 1940 Pierre Nolf
- 1946 François Louis Ganshof
- 1946 Frans van den Dungen
- 1946 Marcel Florkin
- 1948 Léon H. Dupriez
- 1948 Marc de Hemptinne
- 1948 Zénon Bacq
- 1948 Pol Swings
- 1948 Jean Brachet
- 1949 Léon Rosenfeld
- 1950 Paul Harsin
- 1951 Henri Koch
- 1952 Florent Bureau
- 1953 Claire Préaux
- 1953 Étienne Lamotte
- 1954 Raymond Jeener
- 1955 Ilya Prigogine
- 1956 Louis Remacle
- 1957 Lucien Massart
- 1958 Léon Van Hove
- 1959 Gérard Garitte
- 1960 Christian de Duve
- 1961 Adolphe van Tiggelen
- 1961 Jules Duchesne
- 1962 Chaim Perelman
- 1963 Hubert Chantrenne
- 1964 Paul Ledoux
- 1965 Roland Mortier
- 1966 Henri-Géry Hers
- 1967 José J. Fripiat
- 1968 Jules Horrent
- 1969 Isidoor Leusen
- 1970 Radu Bălescu
- 1971 Georges Thinès
- 1972 Jean-Edouard Desmedt
- 1973 Pierre Macq
- 1974 Raoul Van Caenegem
- 1975 René Thomas
- 1976 Walter Fiers
- 1977 Jacques Taminiaux
- 1978 Jacques Nihoul
- 1979 Jozef Schell
- 1980 Jozef IJsewijn
- 1981 André Trouet
- 1982 François Englert
- 1983 Alexis Jacquemin
- 1984 Désiré Collen
- 1985 Amand Lucas
- 1986 Marc Wilmet
- 1987 Jacques Urbain
- 1988 Pierre van Moerbeke
- 1989 Pierre Pestieau
- 1990 Thierry Boon
- 1991 Jean-Marie André
- 1992 Géry van Outryve d'Ydewalle
- 1993 Gilbert Vassart
- 1994 Eric G. Derouane
- 1995 Claude d'Aspremont Lynden
- 1996 Etienne Pays
- 1997 Jean-Luc Brédas
- 1998 Mathias Dewatripont
- 1999 Marc Parmentier
- 2000 Marc Henneaux
- 2000 Eric Remacle und Paul Magnette („Sonderpreis für europäische Studien“)
- 2001 Philippe Van Parijs
- 2002 Peter Carmeliet
- 2003 Michel Van den Bergh
- 2004 Marie-Claire Foblets
- 2005 Dirk Inzé
- 2006 Pierre Gaspard
- 2007 François de Callataÿ
- 2008 Michel Georges
- 2009 Éric Lambin
- 2010 François Maniquet
- 2011 Pierre Vanderhaegen
- 2012 Conny Clara Aerts
- 2013 Olivier De Schutter
- 2014 Bart Lambrecht
- 2015 Stefaan Vaes
- 2016 Barbara Baert
- 2017 Steven Laureys
- 2018 Frank Verstraete
- 2019 Laurens Cherchye, Frederic Vermeulen, Bram De Rock
- 2020 Damya Laoui, Lieve Van den Block
- 2021 Michaël Gillon
- 2022 Veerle Rots
- 2023 Sarah-Maria Fendt, Philippe Lemey
- 2024 Veronique Van Speybroeck
- 2025 Ine Van Hoyweghen[1]